# Crocidura fuliginosa
Crocidura fuliginosa es una especie de mamífero de la familia Soricidae endémica de Asia.
Se encuentra en Camboya, China, Laos, Malasia, Birmania, Tailandia y Vietnam.